# Stampay János
Stampay János (Léva, 1864. december 7. - Köbölkút, 1960. január 27.) tanár, iskolaigazgató, kántor, író.

## Élete
Szülővárosában végezte a gimnáziumot és az állami tanítóképzőt. Zeneoktató és nevelő lett, majd Verebélyen és Ürményben szlovák gyerekeknek tanított magyar nyelvet. Ürményben 1886−1888 között kántori gyakorlatot szerzett. 1887−1889-ben Sókszelőcén tanított és énekkart, illetve zenekart szervezett. 1891-ben Köbölkúton választották kántortanítóvá, ahol sokrétű tevékenységet fejtett ki. Könyvtárat nyitott, síkra szállt a tanítók jogaiért, karácsonykor szegények segélyezését irányította. Ezután lett a Párkány és Vidéke római katolikus tanítók egyletének jegyzője. 
1934-ben vonult nyugdíjba. 1948-ban családjának el kellett hagynia a községet, emiatt egyedül maradt.

## Elismerései és emlékezete
- Imakönyvéért 1902-ben XIII. Leó pápa Croce di Benemerenza érdemkereszttel, 1942-ben pedig XII. Pius pápa Pro ecclesia et Pontifice díszkereszttel jutalmazta
- Szülőházán emléktábla
- Köbölkút főutcája
- 1992 Stampay János Cserkészcsapat Köbölkúton
- 1999-től nevezik a köbölkúti iskolát Stampay János Alapiskolának

## Művei
- 1895 Katolikus Egyházi Énekek, Imák és Temetési szertartások.
- 1923 Kath. egyházi énekek, imák és temetési szokások.
- Írt az Alkotmány és az Esztergom című lapokba